# Маус, Джон
Джон Маус (англ. John Maus; род. 23 февраля 1980 года, Остин, Миннесота, США) — американский музыкант, композитор, автор песен.

## Биография
Родился 23 февраля 1980 года в Остине, штат Миннесота, США. Музыкой занимался с ранних лет. Учился в Калифорнийском институте искусств. В университетском городке он оказался на выступлении Ариэля Розенберга, ставшего впоследствии известным под псевдонимом Ариэль Пинк. Маус был вдохновлен его выступлением, и в дальнейшем они подружились и какое-то время играли вместе.
Джон Маус преподавал в Гавайском университете в Маноа. В настоящий момент работает над диссертацией на соискание степени PhD по политической философии.

## Стиль
Отмечается эклектичный подход Джона Мауса к созданию музыки: её характеризуют как «мир, в котором The Germs играют джем с Джерри Голдсмитом, Cabaret Voltaire переехали в Этернию, а Жоскен Депре пишет новый саундтрек к Робокопу». Последний альбом, We Must Become the Pitiless Censors of Ourselves, в целом благосклонно встречен критиками, а электронный журнал Pitchfork отметил его титулом «Best New Album».

## Дискография

### Альбомы
- 2006: Songs[англ.] (Upset the Rhythm)
- 2007: Love Is Real[англ.] (Upset the Rhythm)
- 2011: We Must Become the Pitiless Censors of Ourselves[англ.] (Upset the Rhythm)
- 2017: Screen Memories
- 2018: Addendum

### Сборники
- 2012: A Collection of Rarities and Previously Unreleased Material (Ribbon Music)

### Работы с Ариэлем Пинком
- 1999: Underground (Vinyl International)
- 2002: Loverboy (Ballbearings Pinatas)
- 2011: I’m Not a Genius EP (JesusWarhol)